# Francisca de Guevara

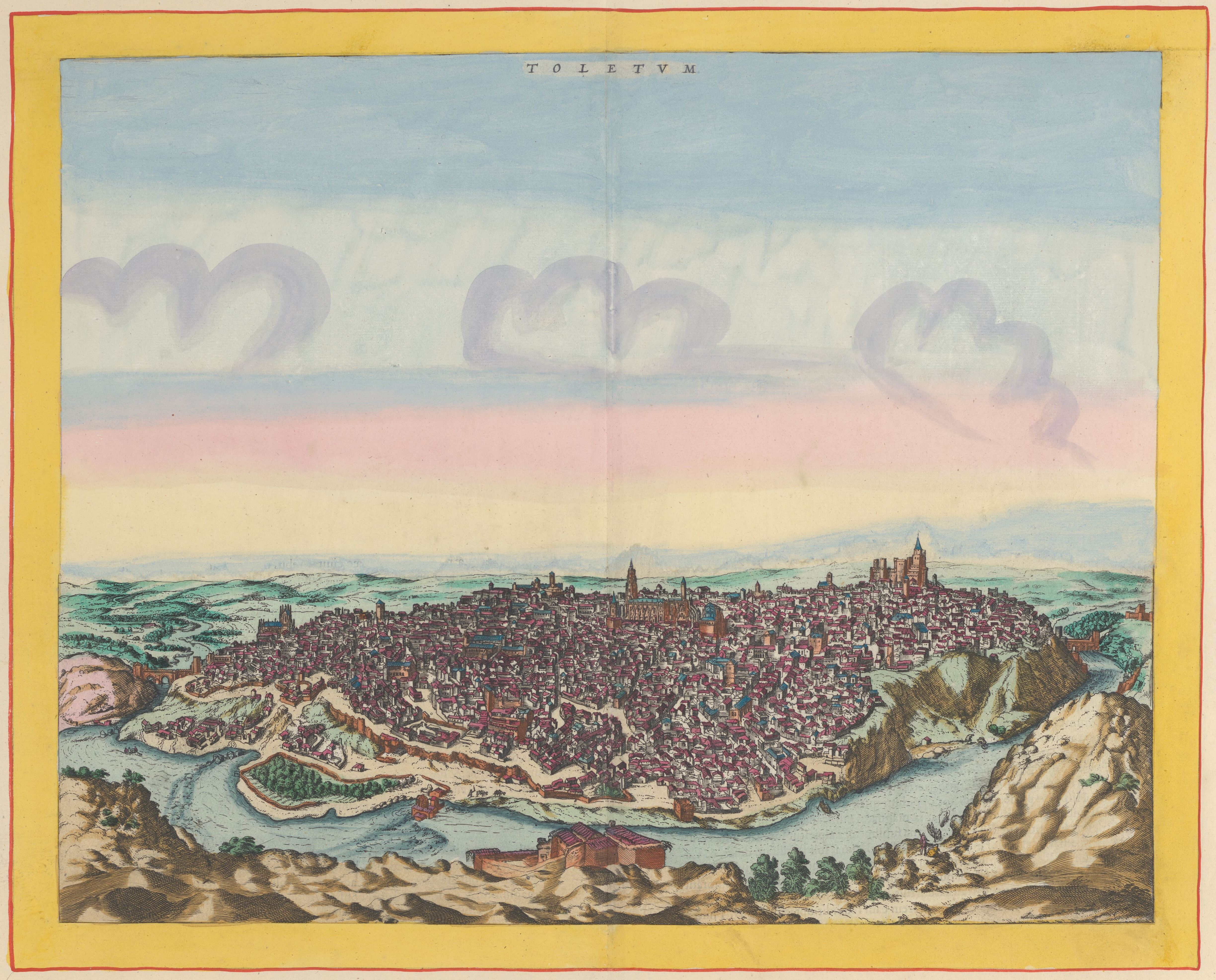
Toledo, ciudad de origen de Francisca, hacia 1572, en un grabado coloreado por Braun & Hogenberg.

Francisca de Guevara (también, Francisca Niño de Guevara) fue una dama española del siglo XVI, especialmente relevante por sus conexiones familiares.

## Biografía
Fue hija de Rodrigo Niño de Zapata y su esposa Teresa de Guevara. Su padre pertenecía a una importante familia noble radicada en Toledo y ejerció diversas misiones en servicio de Carlos I, incluyendo ser su embajador en Venecia desde alrededor de 1530 hasta 1532. Francisca tuvo varios hermanos:
- Juan Niño, I conde de Añover y caballero de Santiago. A pesar de que contrajo matrimonio dos veces, no tuvo sucesión.
- Gabriel Niño de Guevara, muerto en su juventud y que fue gentilhombre del archiduque Alberto de Austria.
- Fernando Niño de Guevara, eclesiástico, que llegó a ser arzobispo de Sevilla, inquisidor general y cardenal.
- Aldonza Niño de Guevara, casada con Garci Lasso de la Vega, señor de Batres, Arcos y Cuerva.

Contrajo matrimonio con Lope de Guzmán, I conde de Villaverde, noble de origen toledano como Francisca. El matrimonio tuvo cinco hijos:
- Tello de Guzmán (-antes del 21 de enero de 1627), que sucedió a su padre siendo II conde de Villaverde. Casó en primeras nupcias con Francisca Portocarrero, sin descendencia; y en segundas con Ana María de Zúñiga, hija de Pedro de Zúñiga, II marqués de Aguilafuente, y de Ana Enríquez de Cabrera. Tuvo una hija de este segundo matrimonio, Magdalena Francisca de Guzmán y Guevara que sería III condesa de Villaverde.
- Juan de Guzmán, caballero de la Orden de Santiago.
- Luis de Guzmán, que pasó a Indias en 1600 desde Sevilla.[8]

- Rodrigo Niño (c. 1572-1627), jesuita que desempeñó elevados cargos en su orden como provincial de Toledo y rector del Colegio Imperial.
- Francisca Portocarrero, casada con Francisco de Rojas y Guevara, I conde de Mora; con descendencia.

Murió en fecha desconocida. Su marido murió hacia 1624.